# Serious Sam: The First Encounter
Serious Sam: The First Encounter (укр. Серйозний Сем: Перша зустріч) — відеогра-шутер від першої або третьої особи, розроблена хорватською компанією Croteam у 2001 році та видана Gathering of Developers для Windows. Ця гра створювалась як спадкоємиця «класичних» шутерів з перевагою стрілянини над сюжетом. На відміну від них у той же час Serious Sam: The First Encounter гумористичніша і місцями пародіює класичні шутери.
Головним героєм є 23-річний Сем Стоун, що має врятувати Землю від нападу інопланетян. Для цього він вирушає на залишеній доброзичливими прибульцями машині часу в Стародавній Єгипет, аби попросити в них допомоги.
І "Перша зустріч", і "Друга зустріч" були об'єднані в одну гру і перенесені на Xbox. Ремейки обох епізодів у високій роздільній здатності вийшли у 2009 та 2010 роках на Microsoft Windows, а пізніше були портовані на ігрові консолі Xbox 360, Nintendo Switch, PlayStation 4 та Xbox One.

## Ігровий процес

Сем у катакомбах

### Однокористувацька гра
Гравець виступає в ролі «Серйозного Сема», Сема Стоуна, котрий бореться з численними ворогами. Сем може бігати, стрибати і плавати, володіє запасом здоров'я, бронею та 10-ма видами зброї, котру збирає на рівнях. Вигляд може змінюватися на вибір гравця від першої та третьої особи.
На рівнях розкидано боєприпаси, зброю, та інші корисні предмети. Здоров'я поповнюється колбами та аптечками, броня — підніманням бронежелетів кількох видів. Місцями є сховки з припасами, куди можна потрапити, знайшовши приховані двері чи тунелі.

### Багатокористувацька гра
У мутильтиплеєр можна грати через мережу, або з одного комп'ютера з розділеним екраном. Наявні такі режими:
- Cooperative — від 2 до 4 гравців проходять сюжет разом, або лише обрані рівні. Налаштовуються такі опції як можливість/неможливість вбити випадково один одного, колір крові супротивників.
- Scorematch — режим мультиплеєра на спеціальному рівні «Храм у пустелі», де гравці змагаються між собою в наборі очок за знищення одне одних. Кожен предмет спорядження, такий як аптечка, броня та інше має свою вартість. Встановлюються обмеження за очками й часом.
- Fragmatch — режим мультиплеєра на спеціальному рівні «Храм у пустелі», де від 2 до 4 гравців змагаються між собою в наборі фрагів. Кожне вбивство дає 1 фраг. При самогубстві, наприклад, коли боєць перегрівається у пустелі або падає з даху, один фраг знімається з рахунку.

Окрім цього, у грі є два спеціальні рівні. Перший з них, це аналогія 12-го рівня «Карнак», демо-версія гри, і зветься рівень «Карнак: Демонстрація». Від стандартного дванадцятого рівня він відрізняється іншим музичним супроводом; денним часом доби, іншими закадровими коментарями. Рівень доступний тільки у режимі розділеного екрана для 2-4-х гравців. Цей рівень не можна продивлятися та редагувати у редакторі рівнів Serious Editor.
Другий спеціальний рівень — «Храм у пустелі»; його можна редагувати і переглядати у редакторі рівнів Serious Editor. На ньому немає монстрів, лише зброя та аптечки, броня і амуніція, його призначено для режиму «Scorematch» i «Fragmatch». Стандартно, для гри у ці два режими, є лише цей 1 рівень, хоча у програмі-редакторі можна створити рівень для тої ж мети і вставити його у гру. Так само можна зробити рівень для кооперативної гри і вставити його у гру, разом з усіма системними елементами, монстрами та усім, що є в грі .

### Головні персонажі
- Семюел «Серйозний Сем» Стоун — головний герой усієї серії ігор. Семові 25 років, він колишній вояк армії США та був найкращим з армії Землі при битві з монстрами на початку 22 століття, тому саме його відправили в подорож у минуле. Улюблена зброя Сема — шестиствольний кулемет (Сем часто про це каже), він з'являється з кулеметом у самому початку гри. Сем полюбляє насміхатися з ворогів та жартувати з приводу всього, що відбувається. В Сема є брат-близнюк Мейт і молодша сестра Семмі (персонажі Serious Sam 2). Сем полюбляє слово «серйозно» і вживає його, коли знаходить якусь потужну зброю, наприклад гранатомет, кажучи «Оце вже серйозно».
- Безголовий Бен (Бен Шибайголова) — персонаж багатокористувацької гри, головною прикметою його є череп на місці голови. Він присутній у інших іграх серії «Серйозним Сем»: «Мобіос» (як капітан космічного корабля) і «Бастіон Пітьми» як мертвий розвідник.
- Боксер Баррі — персонаж багатокористувацької гри, боксер-невдаха, що провів 86 боїв з яких жодного не виграв. У продовженнях Second Encouner (рівень 8) і Serious Sam 2 (рівень 5) в нього є додаткова зброя — секретна рукавиця.
- Гаррі Веселун — персонаж багатокористувацької гри, приблизно одного віку з Семом, служив у армії США, анархіст і відповідно одягається (одяг у стилі «хакі», шкіряна куртка). Улюблена зброя — двостволка. Має сонцезахисні окуляри, щоправда з'являється у мережевій грі (Бастіон Пітьми) без них.
- Грегорі Красунчик — персонаж багатокористувацької гри, одягається у епатажний одяг, має брата-близнюка Дензеля.
- Дензель Танцюрист — персонаж багатокористувацької гри, одягається як і брат.
- Зелений Гаррі — персонаж багатокористувацької гри, робот-клон Гаррі Веселуна, з'являється у модифікації Seriously Warped Deathmatch.
- Курт із Кліра — персонаж багатокористувацької гри, скелет вовкулаки, з'являється як водій автобуса у Бастіоні Пітьми і як охоронець у грі Мобіос.
- Невловимий Фред — персонаж багатокористувацької гри, типовий ковбой, улюблена зброя — одноствольний дробовик. З'являється у грі Мобіос як сільський житель.
- Неіржавіючий Стів — персонаж багатокористувацької гри, антропоморфний робот із хромовим кістяком.
- Райан-Король рок-н-ролу — персонаж багатокористувацької гри, одягається як Елвіс Преслі.
- Роберт Праведник — персонаж багатокористувацької гри, присутній як механік у грі Мобіос і як командир загону проти роботів-клонів Гаррі Веселуна у Warped.
- Санта Сем — персонаж багатокористувацької гри, це Сем переодягнений у костюм Санта-Клауса, з'являється як секретний Санта у Другій Зустрічі на рівні «Землі проклятих».
- Синій Білл — персонаж багатокористувацької гри, повністю повторює Роберта.
- Чорний Пітер (Пірат Пітер) — персонаж багатокористувацької гри, пірат, улюблена зброя — ніж, з'являється як капітан морського корабля у модифікації Мобіос.

### Зброя
- Бойовий ніж — звичайний бойовий ніж, що видається Семові з найпершого рівня. В мультиплеєрі йому видається ніж та один револьвер. Ніж досить ефективний проти невеликих та слабких ворогів. Ніж у усіх варіантах складності вбиває слабких супротивників за один удар, завдаючи по 40—100 атаки. За допомогою ножа, з першого-другого удару у мережевій грі у режимі «Fragmatch» можна вбити іншого гравця. Однак ніж неефективний проти крупних ворогів.
- Револьвер «Кольт» — шестизарядний револьвер з необмеженим боєзапасом, трофей боїв проти армії Ментала. Цей кольт зустрічається на деяких рівнях, тому Сем може носити 2 кольти і стріляти чергою по 12 патронів за раз. Кольт — непогана зброя проти дрібних та слабких ворогів, але його потрібно перезаряджати після кожних 12 пострілів. Скорострільність одинарного револьвера складає 35—46 пострілів на хвилину; два виконують 45—60 пострілів на хвилину. Револьвер неефективний проти скупчень навіть слабких ворогів, і проти сильних та крупних ворогів. Ушкодження від одного пострілу складає 10 (у найскладнішому рівні 20) одиниць.
- 12-зарядний помповий дробовик — одноствольний дробовик; Сем знаходить його ще на першому рівні, відмічаючи «Оце так річ». Хоча дробовик називається «12-зарядним», Сем не перезаряджає його кожні 12 пострілів. Ефективний на малих та середніх відстанях, більшість слабких та середніх ворогів гине з першого-другого пострілу. Скорострільність дробовика досить висока, з ручним перезаряджанням дробовик вистрілює 30—40 разів на хвилину. Недоліками є низька вогнева міць дробовика і неефективність проти сильних та крупних ворогів.
- Двостволка — двоствольна рушниця з ручним перезаряджанням. Вельми потужна зброя, особливо ефективна проти малих та середніх ворогів на близькій відстані. Попри велику вогневу міць, двостволка довго перезаряджається і її скорострільність складає до 10—15 пострілів на хвилину. Двостволка стріляє дробом, і купчастість стрільби велика лише зблизька. В багатокористувацькій грі за допомогою двостволки в упір можна вбити противника з рівнем здоров'я понад 150.
- Автомат Томпсона M1A2 — модернізований автомат Томпсона, уперше Сем його знаходить на 2 рівні «Піщаний каньйон» (як секретну зброю), а на рівні «Долина Царів», Сем його знаходить як звичайну зброю. Цей автомат уміщує в магазині до 1000 патронів і не потребує перезарядки. Попри те, що одноствольний, його скорострільність від цього не зменшується складаючи 550—590 пострілів за хвилину. Автомат ефективний у випадках, коли Сема оточує велика зграя слабких ворогів; хоча вогнева міць одного пострілу чергою з однієї кулі усього лиш знімає ворогам лише 10 одиниць здоров'я, це нівелюється скорострільністю. Також перевагою зброї є хороша ефективність на далекій відстані та змога стріляти довгими й короткими чергами.
- Шестиствольний кулемет «XM214A» «мініган» — шестиствольний кулемет, уперше Сем може знайти його і «Оазисі», над головним входом у храм, як секретну зброю. Стандартно ж Сем його може знайти лише на рівні «Метрополіс». Мініган є улюбленою зброєю Сема, про мініган у Другій зустрічі Сем висловлюється так: «Мініган — оце, я розумію, річ». Мініган має магазин у 1000 набоїв (500 з рівня складності «Звичайний»), скорострільність 1190—1250 за хвилину. Мініган — одна найпотужніших зброй Сема у First Encounter, він ефективний проти будь-яких ворогів на будь-якій відстані. Єдиний недолік — швидке вичерпання боєзапасу.
- Ракетна установка XMPL-21 — 4-ствольна ракетниця, яку Сем може знайти вже на першому рівні. Також ракетницю можна знайти на рівні «Гробниця Рамзеса»; зазвичай Сем її знаходить на рівні «Долина Царів». У ракетниці велика вогнева міць, скорострільність до 80 ракет на хвилину. Ця зброя дуже ефективна на далеких відстанях. Кожна ракета завдає 120—150 атаки при прямому влучанні та ще 25—90 поблизу.
- Гранатомет MK III — одноствольний гранатомет, Сем знаходить його на рівні «Оазис». Гранати вибухають образу, коли влучають в живу ціль, в інших випадках вибух затримується. Ця зброя дозволяє регулювати силу випуску міни, що сильніше летить міна, то сильніша й атака. Слабкий постріл завдає 100—120 атаки, сильний — до 250. Гранату можна перекинути через стіну та інші перепони, послати рикошетом чи пустити по підлозі. Міни чудово протидіють великим скупченням середніх ворогів. Скорострільність не дуже висока і залежить від сили випуску гранати, становить у середньому 15—30 пострілів на хвилину.
- Лазерна рушниця XL-2 — чотириствольна рушниця, що випускає лазерні промені, котрі миттєво досягають цілі на будь-якій відстані. За швидкострільністю та потужністю може конкурувати з мініганом. Батарея розрахована на 400/800 пострілів. Лазерна рушниця знаходиться на рівні «Дюни». Лазерна рушниця вкрай ефективна проти будь-яких ворогів, один влучний постріл одразу вбиває слабких ворогів і завдає 20 (40 на рівні складності «Serious») атаки і багатокористувацькій грі. Швидкострільність лазерної рушниці — 580 пострілів за хвилину, рушниця дозволяє вести вогонь як довгими так і короткими чергами. Проте заряди для лазерної рушниці рідкісні.
- Гармата SBC — одноствольна гармата, що стріляє великими ядрами з урановою начинкою. Це найпотужніша зброя у грі. Сем уперше знаходить її на 10 рівні «Метрополіс» (як секретну зброю), а зазвичай на 11 рівні «Алея Сфінксів». Забійність гармати дуже висока, сила пострілу регулюється, найслабший постріл завдає до 200 атаки, а найсильніший понад 900. Гармата особливо ефективна проти великих ворогів; у багатокористувацькій грі вбиває противника з єдиного пострілу. Абревіатура SBC може перекладатися як Серйозно велика гармата (англ. Seriously Big Cannon).

### Вороги
Алудранський рептилоїд — чотирирука рептилія до 5 метрів заввишки, є різновид заввишки близько до 20 — він сильніший і небезпечніший. Звичайні рептилоїди стріляють у Сема згустками отрути, що кружляють навколо, їх можна збити пострілами з будь-якої зброї. В ближньому бою може битися руками.
Арахноїд — інопланетянин, що нагадує гібрид людини зі скорпіоном, покритий золотою бронею. Арахноїди зустрічаються Семові з рівня «Гробниця Рамзеса». Мають середню витривалість. У одній руці арахноїд тримає кулемет, часто знаходяться на «снайперських позиціях» на узвишші. В арахноїдів є і зброя ближнього бою — жало на хвості, яке завдає гравцеві до 40 атаки за один удар. У грі зустрічаються такі види арахноїдів:
- молодий — заввишки 4—4.5 метрів, з жовтим екзоскелетом, приблизний рівень здоров'я 250.
- дорослий — заввишки до 6 метрів, з червоною бронею, агресивніший і вдвічі витриваліший.

Також у грі можна побачити сплячих арахноїдів (12 рівень, «Карнак», арахноїд спить на ключі), у такий стан його можна ввести у редакторі Editor.
Безголові солдати — гільйотиновані солдати з Сиріуса, що контролюються Менталом за допомогою АКЖ (Апарата Керування Життям), розміщеного на їхній спині. Носять свої голови у лівій руці (у правій зброю). Усі крім солдатів-камікадзе з'являються вже на першому рівні (камікадзе представляються на другому). У грі можна зустріти чотири види: бомбардувальник, камікадзе, ракетник і вогнеметник. Їхній рівень здоров'я 20, вони гинуть від одного удару ножем. Вони часто просто плутаються під ногами і гинуть від куль арахноїдів або ракет та лазерів біомеханоїдів. Види:
- вогнеметник — безголовий у червоній формі, бігає за Семом і стріляє 5 пострілами з наручної ракетниці. Заряди летять низько і повільно, тому від них можна ухилитися і навіть перестрибнути. Він має імунітет до власних зарядів.
- бомбардувальник — безголовий у зеленій формі, бігає повільно і кидає гранати, що завдають 5—10 атаки (якщо Сем без броні). Може кидати гранати на будь-яку відстань, за кілька секунд після смерті вибухає. Може загинути від власних гранат.
- ракетник — безголовий у пурпурній формі, бігає повільно та має ракетницю, має імунітет до власних снарядів. Снаряд з ракетниці летить повільно тому від нього цілком можливо ухилитися.
- камікадзе — безголовий з голим торсом, швидко біжить прямо на Сема, тримаючи у руках по бомбі. Коли біжить, волає «Аааааа!», за що Сем каже на другому рівні, коли вбиває першого з них «Сам такий!» або «Себе Аааааа!». Бомби камікадзе завдають Сему до 40 атаки. Камікадзе часто зустрічаються у групах до кількох десятків, але якщо вибухне один, сусідні теж почнуть вибухати. Камікадзе особливо небезпечні, коли оточені іншими ворогами, що дозволяє їм підібратися впритул до Сема.

Біомеханоїди (у номенклатурі редактора звуться Walker) — продукти генної інженерії Ментала, зовні подібні на гігантських курок, оскільки мають «курячі» ноги. До їхньої нервової системи під'єднані лазерні/ракетні установки; біомеханоїди дуже дуже агресивні, якщо перебувають у натовпі, можуть вбити своїх, атакують щойно побачать Сема. Біомеханоїди пересуваються зі звуками заіржавілих механізмів, тому їх завжди добре чути. Коли гинуть, то падають набік і стріляють навмання востаннє. У грі зустрічаються такі типи біомеханоїдів:
- Біомеханоїд малий — зростом 4.5 метри, синього кольору, має дві лазерні установки і стріляє чергами. Щоб його вбити, достатньо одного влучання ракетою.
- Біомеханоїд великий — зростом близько 7 метрів, червоного кольору, має дві реактивні установки, стріляє ракетами, подібними на ракети Сема. Витривалий, а ракета може завдати шкоду Семові у 50—100 очок. Щоб його вбити, знадобиться не менше 6 ракет або один сильний постріл гарматою.

Сцитійська гарпія (у номенклатурі редактора Serious Editor — Woman або Bird) — клон представника жіночої статі вимерлої сцитійської раси, видресеруваний для бойових дій. Гарпії можуть як літати, так і ходити по землі, побачивши Сема, або при пораненнях, голосно кричать. Гарпії можуть атакувати руками і ногами у ближньому бою та кидати сяйливі згустки з повітря. Особливо небезпечні, коли збираються у зграї.
Гнаари — низькорослі тварини, що були видресирувані Менталом для бойових дій на середніх та ближній дистанціях. У грі фігурує кілька видів гнаарів, як самців так і самок. Це кремезні прямоходячі істоти з двома руками та двома ногами; тулуб не має голови, посередині міститься око та зубата паща. Самці гнаарів менші та менш витривалі за самок. Гнаари можуть лише кусатися та дряпатися. У грі є такі види:
- самець-гнаар — фіолетового кольору, зростом 120 сантиметрів, низької витривалості, гине від одного пострілу дробовика з близької та середньої відстані, постріл двостволкою вбиває одразу, приблизний рівен здоров'я — 60—80.
- самиця-гнаар — коричневого кольору, зростом 150 сантиметрів, середньої витривалості, гине від одного пострілу з дробовика впритул і двох на середній відстані, постріл двостволкою вбиває одразу. Приблизний рівень здоров'я — 100—110.
- летючий гнаар — гнаар без кінцівок, але здатний літати.
- невидимий гнаар — майже прозорний, видно тільки силует та пащу. Деякі невидимі гнаари можуть літати.

Лавові големи (у номенклатурі Serious Editor — Elemental) — неорганічні створіння, що є простим скупченням лави та додачею якоїсь живильної сили. Уперше Сем зустрічає големів на рівні «Метрополіс» та бореться з 50-метровим големом на рівні «Алея Сфінксів». Големи досить небезпечні вороги, вони здалека кидаються лавою, причому не прямою наводкою, а саме по траєкторії руху Сема; поблизу б'ються лапами. Великі та дуже великі големи при пораненнях породжують менших големів. У грі зустрічаються такі типи големів:
- Голем малого розміру — у висоту 3 метри, менших големів не можуть породжувати, гинуть від пострілу з двостволки з середньої та близької відстані або від однієї ракети.
- Голем середнього розміру — у висоту 8 метрів, дуже небезпечний, витримує найсильніший постріл з гармати і може породити декілька малих.
- Голем великого розміру — у висоту від 30 до 50 метрів, дуже великих та небезпечний, щоб його вбити потрібно до 20 найпотужніших пострілів з гармати, після смерті породжує декілька големів середнього розміру, які своєю чергою породжують малих.

Рибіська електрориба (згідно з номенклатурою Serious Editor — Fish) — крупна триметрова риба, що зустрічається у водоймах. Уперше Сем стикається з ними на 4 рівні, «Долина Царів», у басейні Храму. Ззовні ця риба нагадує величезну піранью, має великі розміри і атакує електричним зарядом, що може дезорієнтувати Сема та вбити його; заряд завдає до 30 одиниць атаки (на рівні «Нормальний»). Часто риби нападають на Сема у водоймах невеликими групами, по 2—5 особин. Найбільше скупчуються у мутних водах каналізаційних каналів «Підземних Комунікацій» (9 рівень). Якщо Сем вийде з водойми, риби попливуть за ним, і можуть вилізати на сушу та навіть атакувати там, однак помирають без водного оточення за 20—30 секунд.
Ригельська жаба (згідно з номенклатурою Serious Editor — Gizmo) — жаба брудно-коричневого забарвлення, з рогами та зубами. Підстрибує до Сема й вибухає. Такі жаби не поодинокі, зазвичай вони атакують групами до 150 особин. У той же час кожна окрема жаба дуже вразлива.
Сиріанський бик-перевертень (у номенклатурі Editor — Werebull або просто Bull) — гібрид звичайного земного бика з сиріанським биком. Уперше бики з'являються на рівні «Долина царів». Бик швидко бігає та намагається при бігу вдарити Сема рогами, або відкинути. Може витримати два постріли з двостволки упритул, тобто рівень його здоров'я складає понад 300 одиниць. Його атака складає 30 одиниць (якщо Сем без броні). Іноді бики атакують Сема групами по 2—6 осіб, на рівні «Велика Піраміда», Сема водночас атакує понад 20 биків. Коли бик розганяється, він може відкинути дрібніших ворогів зі шляху, вбивши їх.
Ух-Зан III, Злий маг (також Угх-Зан III, у номенклатурі Serious Editor називається Devil, також є технічний елемент- об'єкт Devilmarker) — головний бос гри, представлений як генерал армії Ментала та його «права рука». Ух-Зан ззовні схожий на велетенського чотирирукого бика заввишки 120 метрів. Зустрічається на рівні «Велика піраміда». Може регенерувати, коли рівень його здоров'я стає меншим за 35 відсотків від загального. Озброєний ракетницею, лазером, електричною гарматою і бомбами; видихає вогненні кулі.

## Сюжет

### Передісторія
На початку 21 століття в Єгипті було знайдено сліди стародавньої технологічно розвиненої цивілізації — прибульців із системи Сіріуса. 2104 року людство, що вже розселилося всесвітом, зазнало атаки прибульців на чолі з Менталом. Планета за планетою люди зазнавали поразки, і зрештою були витіснені назад до Сонячної системи. Серед незчисленних героїв, що хоробро билися з загарбниками, справжньою легендою став Семюел Стоун на прізвисько «Серйозний Сем». Багаторазово поранений, проте непереможний, він став символом боротьби людства.
Коли армія Ментала вторгається на Землю, командування використовує знайдений у Єгипті «Ключ до Вічності», що виявляється машиною часу. Серйозного Сема зі штучним інтелектом NETRICSA, поміщеним йому в мозок, відправляють у 1378 рік до нашої ери, у храм Хатшепсут, аби він попросив допомоги у зниклої цивілізації.

### Дія
Хатшепсут. NETRICSA знайомить Сема з його місією: йому потрібно дістатися до Фів, де можливо досі живуть прибульці. Щоправда до Фів — сотні кілометрів, до того ж, після одного з повстань, Фіви було пограбовано, і жителі закрили браму міста чотирма ключами: Води, Землі, Сонця і Вогню; тож Сему доведеться йти через Мемфіс. Ключ Сонця має знаходитися у Піщаному Каньйоні, що по той бік храму Хатшепсут. Сем виходить і вирушає до храму, озброєний лише револьвером і бойовим ножем, де зустрічає монстрів Ментала.
Піщаний Каньйон. На виході з храму Хатшепсут, Сема очікує спекотна пустеля і піщаний каньйон. Долаючи ворогів, Сем входить у гробницю Тутмоса, де знаходить автомат Томпсона. Проте перший ключ таємничо зникає. Сем виходить з гробниці та проходить далі до каньйону, Сем входить до катакомб, де знаходить перший ключ.
Гробниця Рамзеса. У гробниці Рамзеса III Сем має знайти ключ Життя. Підібравши ракетомет, Сем розчищає територію від монстрів і знаходить дробовик, з якими успішно виконує своє завдання зачистки території. Пройшовши через усі коридори, Сем знаходить вихід з гробниці та другий ключ.
Долина царів. Вийшовши з Гробниці Рамзеса, Сем заходить у Долину Царів. Він заходить до храму і бачить що для відкриття дверей необхідні золотий і срібний ключі «Анх». Золотий ключ знаходиться на п'єдесталі, до якого Сем не може дострибнути. Сем відбиває атаки монстрів і знаходить прихований механізм, який опускає ключ. Герой спускається під землю до срібного ключа «Анх». У одній з кімнат він знаходить папірус з розповіддю про Місячні гори, звідки бере витік Ніл. Сем відчиняє храм і забирає другий ключ. Йому вдається знайти поставлений Менталом батут і, стрибнувши на ньому, вирушити до Місячних гір.
Місячні гори. Сем виходить на високогірну місцевість і бачить витік Нілу. Коли він проходить по мосту, той обвалюється і Сему доводиться йти вперед, попри армію Ментала на шляху. Продовжуючи подорож, Сем стрибає в ущелину з водоспаду. Сем виходить на схил, де знаходить таємну печеру та заходить до каналу, що веде до Оазису і пливе по ньому далі.
Оаза. Річка, у яку стрибнув Сем у Місячних горах, приносить його у Оазу серед величезної пустелі, прямо до ключа Води. Сем з'являється у невеликому озері, куди його викидає річка. Дорогою до храму з ключем, Сем долає численних могутніх ворогів. Увійшовши до Оази, він знаходить шестиствольний кулемет і гранатомет MK3. Після всіх боїв Сем знаходить ключ Води.
Дюни. Шлях Сема проходить через велику пустелю. Коли Сем вже підходить до брами Мемфіса, вороги не забарюються. Перед Семом ще півкілометра пустелі до брами Мемфіса, де монстри усяко намагаються йому завадити. За брамою Сем знаходить лазерну рушницю, з якою переходить наповнене ворогами подвір'я.
Мемфіс: Примістя. Сем заходить у Мемфіс і вирушає в центральну частину міста — Метрополіс, де свого часу після чергової війни з фіванцями, жителі Мемфіса поцупили якийсь дуже важливий предмет, якому ті поклонялися. Семові поки що нічого невідомо про цей елемент, однак він вирушає саме туди. По дорозі до Метрополіса на Сема очікують багато монстрів, а потім виявляється, що двері до центру міста замуровані зсередини. Тож далі йти доводиться в обхід через підземелля.
Підземні комунікації. Сем потрапляє у каналізацію, численні виходи з якої замуровані. Вбивши тамтешніх монстрів, Сем знаходить вихід з підземних комунікацій, який веде прямо до центру міста.
Мемфіс: Метрополіс. Сем виходить з каналізації прямо у центрі міста; тепер мета подорожі стає зрозумілішою: під час війни з жителями Фів жителі Мемфіса поцупили священний символ Амона-Ра, знак сонця. Цей знак наразі знаходиться у Храмі Пта, що розташований у самому центрі Мемфіса, тому Семові доводиться пройти туди, долаючи монстрів. Щоб пройти далі, Сем збирає 4 символи жуків-скарабеїв у дворах, і проходить далі. Сем виходить у фінальний двір перед храмом Пта, де дістає символ Амона-Ра, що виявляється ключем Сонця. Тепер він вирушає в Карнак аби відкрити тамтешню браму.
Алея Сфінксів. Сем іде по розжареній пустелі, і нарешті підходить до Алеї Сфінксів, але більшу частину зброї та патронів йому доводиться викинути, оскільки це зайвий вантаж. Двір перед брамою Фів містить 4 столи, на які Сем має покласти зібрані ключі. Вороги намагаються цьому завадити, і коли Сему вдається їх розмістити, з'являється голем, якого Сем знищує знайденою гарматою.
Фіви: Карнак. Сем перебуває у першій частині Фів, Карнацькому комплексі, у складному та заплутаному комплексі будівель з купою ворогів. Найперша перешкода Сема, зайти у Храм Тота, вхід до якого перекривають шипи, і самі двері закриті. Сем іде в інший двір, знаходить важіль відкриття дверей, однак шипи не можна перестрибнути. Він знаходить ще два важелі, що рухають сфінксів, а сфінкси засипають шипи піском. Після храму Тота, Сем виходить до Святилища Мут, однак невідомо, як його потрібно відкривати, тому герой біжить до замурованого Храму Амона, стрибає у басейн та знаходить трубу, якою можна дістатися всередину. В храмі Амона Сем, окрім купи монстрів, знаходить письмена інопланетян, які жили у Луксорі і допомагали людям своїми винаходами. Письмена свідчать, що земляни викликали їх за допомогою якогось знаку, і прибульці висадилися біля Великої Піраміди. Сем тепер має чітку мету, відкриває святилище Мут, де заходить у ще одну гробницю Рамзеса, вбиває там монстрів і прокладає собі шлях далі, до Луксора.
Фіви: Луксор. Сем дізнається, що інопланетян викликали за допомогою обеліска, і він заходиться у центральній залі Луксору. По дорозі Сема чекає ще одна перешкода — прохід до наступного храму Анубіса закривають двері, до яких допускаються тільки мертві, але їх можна відкрити, якщо узяти Золоте Серце і Перо Істини, які можливо знаходяться у бокових храмах. Сем бореться з сотнями монстрів і збирає обидві реліквії, та відкриває двері. Сем заходить у храм Анубіса й запускає Обеліск — він піднімається на сотню метрів та подає якісь сигнали. Виявляється, що жителі Сіріуса сховали свій корабель десь у межах Сонячної системи і він тепер летить до Великої піраміди. Сем прокладає шлях до піраміди та знаходить папірус, що розповідає про Священний двір, куди Сем і звертає.
Священний двір. Цей рівень бонусний і не обов'язковий для проходження. Сем заходить у Священний двір, де може знайти двох золотих сфінксів, щоб відкрити вхід до Великої піраміди. Першого Сем знаходить у басейні, де він має підіймати рівень води та стрибати по платформах, а потім зустрічається з двома розробниками Croteam на екскурсійній машинці, які кажуть йому, що тутешня піраміда — це їхня схованка. Під пірамідою виявляється піраміда з Серйозних Ящиків, тобто ящиків з логотипом гри Serious Sam. Другого Сфінкса Сем знаходить у дворі навпроти, вирішивши головоломку з гравітацією. Він будує місток до 2 сфінкса і забирає його. Далі Сем мандрує до Великої Піраміди.
Велика піраміда. Долаючи сотні монстрів Ментала, Сем прямує до піраміди, однак тут його вже чекає поплічник Ментала Ух-Зан III. Сем виявляє, що не може здолати його звичайною зброєю і ховається в піраміді. Там Сем бачить свідчення діяльності сіріанців та кладе на місце золотий символ Амона щоби пройти далі. Ух-Зан біжить за Семом, коли прилітає автоматизований корабель сіріанців "SSS Centerprice" (відсилка на USS Enterprise із "Зоряного шляху") і верхня частина піраміди відкривається як посадковий майданчик. Сем стрибає по машинах прибульців аби активувати систему безпеки. Це створює розряд, який б'є Ух-Зана струмом і вбиває. Сем сідає у корабель і телефонує Менталові зі словами, що вирушає до нього. Проте корабель, як стає ясно в продовженні, летить не в космос, а до Південної Америки, де Сему ще належить виконати іншу місію.

## Serious Editor
Разом із ліцензійним диском гра комплектується і редактором рівнів та моделей Serious Editor, де гравець може створювати нові рівні та редагувати усі існуючі та доповнювати їх. Окрема програма Serious Modeler призначена для створення моделей, а також нових ворогів, яких можна вставити у гру.

### Загальні елементи і поняття для створення рівнів
Редактор рівнів працює з рушієві Serious Engine. Основою нового рівня є глобус, що називається Worldbase. Для роботи з ним слугують такі основні кнопки на панелі інстрментів:
- Кнопка 1: Basic Entities — усі елементи (здебільшого, технічні) для створення рівнів.
- Кнопка 2: Additional Entities — додаткові елементи рівнів.
- Кнопка 3: Enemies — усі вороги та їх типи для гри. Усі елементи досить просто перетягнути до рівня.
- Кнопка 4: Levels — усі стандартні рівні Сема у готовому вигляді з усіма технічними елементами. Бази рівнів (тобто лише ландшафти, і моделі, які «прив'язані» до рівня) можна копіювати під власні.
- Кнопка 5: Textures — усі текстури, якими можна покрити ландшафти та будівлі. Можуть наноситися цілком, або місцями з допомогою пензлів
- Кнопка 6: Backgrounds — заготовки для верхнього «неба».
- Кнопка 7: Models — головні моделі довкілля. Унікальні моделі можна перекопіювати з існуючих рівнів у власні.
- Кнопка 8: Tutorials — малі рівні для навчання гравця найпростішим елементам.

Екран у редакторі розділяється на 4 менші частини, права зверху показу рівень, що редагується, ліва зверху показує вид рівня зверху, ліва і права знизу показує збоку. Ці частини є дуже корисними у розрізанні полігонів.
У цій грі є режими редагування, що дозволяють змінювати гаму текстур, копіювати та створювати щось власне. Режим Entities головний, оскільки за допомогою нього можна копіювати та вставляти, а також настроювати переважну більшість елементів гри. Переключається з інших режимів клавішею E. Режим Polygons — режим редагування поліґонів, або текстур, за допомогою нього можна «пофарбувати» різними текстурами будинки, стіни і усе, що не є технічними елементами. Перемикається режим за допомогою кнопки P. Можна залити 3 різні текстури на одну поверхню. Останній режим — режим редагування секторів, за допомогою нього можна міняти склад наповнення «повітря» рівня. Включається він кнопкою S, індикатор знизу стане зеленим. У водному середовищі, потрібно поставити параметр Water, щоб Сем плавав, а не ходив у товщі води, вода — це окремий сектор та 2 окремих поліґони (один знизу інший зверху). Якщо присвоїти параметр «Water» усьому рівню, Сем буде плавати по ньому, аж поки не задихнеться. Є і інші параметри як Lava (Сем швидко помре у лаві).

### Елементи Basic Entities
- WorldBase — технічний об'єкт у вигляді глобуса, невидимий у грі, він слугує початком координат, якщо Сем не матиме PlayerStart. Навколо нього і будуються рівні. Також цей «глобус» може слугувати для регулювання кольорів за допомогою GradientMarker.
- WorldLink — технічний об'єкт у вигляді двох глобусів та стрілки, він слугує для переведення гравця з одного рівня на інший. Загалом цей елемент може зустрічатися максимум раз за гру, при чому лише у фінальній скриптовій сцені, і активується PlayerActionMarker під назвою «Marker Coop» з дією RecordStarts (тобто, що це вже точно буде переведенням гравця на наступній рівень). При перетягуванні (просто виділити мишкою та перетягнути з Browserbar на карту) називається WorldLink …;, при чому замість трьох крапок повинна стояти назва рівня за замовчуванням редактора (тобто на англійській мові, наприклад Moon Mountains, Oasis, Metropolis), при чому посилання на рівень має виглядати суто так: Oasis — Dunes; Moon Mountains — Oasis.
- GradientMarker — технічний елемент у вигляді роздвоєної піраміди та синього шарика посередині, узагалі це не дуже важливий об'єкт, і працювати може лише у деяких умовах, застосовується для фонового пофарбування об'єкту згідно з освітленням.
- BackgroundViewer i Background — об'єкти, за допомогою яких ставиться і налаштовується об'єкт Background, який технічним не є. Background (укр. задній план, фон) — це сам фон, небо гри. Уявлення про те, що небо гри є нескінченним брашем, є абсолютно помилковим; насправді, небо гри налаштовується за допомогою невеликої кімнати, не більшої за розміром реальної. Її просто так створити неможливо, тому її необхідно скопіювати з Root (кнопка 5), Backgrounds. Там є налаштовані усі «неба» рівнів, які можна перекопіювати для власного рівня. Backgroundviewer — це технічний об'єкт, який досить складно поставити «правильно», щоб небо у перегляді не було занизьким, кутоватим та зависоким, для цього, можна об'єднати Background i Backgroundviewer — для цього у параметрі Parent (з меню властивостей)

Окрім цього, у «денному фоні» необхідно поставити об'єкт Light (тип — Directional) який буде слугувати як «сонце»; інша важлива функція background це освітлювати рівень, оскільки без нього рівень буде абсолютно темним без виставлення додаткових об'єктів Light (див. про об'єкт Light нижче); хоча є background, як, наприклад у Moon Mountains, Oasis, можуть освітлювати рівень і без Directional light. Проте, нічні неба, як є у рівні Карнак, дають лише фон, а підсвітку потрібно робити елементом Light, проте не сильну, щоб рівень виглядав реалістичніше. Без фону, небо буде виглядати так у грі, як і колір неба у редакторі. Цікавий факт, що у фоні з рівня Карнак є зоряне небо, проте немає місяця, який би міг послужити світилом (включивши Light). Нічне небо можна прикрасити чимось, наприклад зображенням галактики, потрібно у кімнату з Background перенести ModelHolder «Galaxy», скопіювавши його з готового рівня (вибрати його у меню ModelHolder можливо лише за наявності текстур моделі (папка у каталозі гри Models), а вони далеко не завжди додаються до гри). Єдиний мінус фону — він може освітлювати лише відкриті території.
- Light — важливий технічний об'єкт (невидимий у грі) для освітлення територій, особливо, коли Background ще не створений, або у закритих приміщеннях, куди світло від фону (див. вище) не доходить. Виглядає зазвичай Light, як округлий світильник жовтого або зеленого кольору, залежно від його призначення. Light дає змогу освітити будь-що з будь-якою силою. Сила визначена параметром Fall-Off; стандартна сила позначена 8 (освітлює близько 1 квадратного метра); силою 100 освітлює близько 20 квадратних метрів, достатньо у замкнутих локаціях щоб освітити майже весь коридор, сили одного Light трохи більше 1000 достатньо, щоб освітити увесь рівень розміром з рівень Хатшепсут. Проте, слід зауважити, що у редакторі потрібен більше Ambient Light, оскільки Point Light не освітлює темну поверхню у редактор, лише у грі. Буває декілька типів:

- Ambient light (окружний) — світильник зеленого кольору, потужний, потрібен переважно для освітлення замкнутих територій, як храми, гробниці. Один з найсильніших світильників, оскільки освітлює будь-які поверхні. Проте, при великій кількості Ambient Light поверхня стає маже білою від світла, тому їх не можна застосовувати багато з великим Fall-Off
- Directional Light — найпотужніший з усіх параметрів Light, незалежно від Fall-Off, у фоні застосовується як «сонце». Дуже корисний на відкритих територіях, як наприклад на рівні Moon Mountains, може освітити кілька кілометрів поверхні гір як сонце (при тому, його можна поставити у різну позицію, крутячи його за допомогою клавіш ↑↓ вверх—униз і з ArrowLeft/ArrowRight уліво-вправо), особливо, де цього не може зробити фон, лоднак працює лише на відкритих територіях, намальований у вигляді лампи.
- Point Light — світильник жовтого кольору, освітлює підземні та внутрішні території лише у грі, у режимі редактору територія залишається темною (попри будь-який Fall-Off), тому він не є зручним.
- Strong Point Light — світильник жовтого кольору, набагато сильніший за звичайний Point Light, у режмі редактора освітлює ландшафти, так само як і у грі, найкраще підходить у закритих територіях.
- Strong Ambient Light — світильник для потужного освітлення усього рівня, не має таких «побічних ефектів» як у Ambient Light, як надмірна освітленність, може встановлюватися будь-де, краще освітлює закриті території, хоча може застосовуватися і для покращенні освітленості відкритих частин рівнів.

- Player Start — технічний елемент, що позначує координату початку гри, якщо його не буде, тоді гравець почне з глобуса «WorldBase», як багато технічних елементів, він не відображається у грі, намальований у вигляді таблички з надписом Start, подібно до старту на гонках Формула I. Також є параметр «Max Ammo Ratio» — де є можливість вибрати, з якою зброєю Сем стартуватиме на рівні, якщо кількість буде 1, то з револьвером і ножем, якщо 60, то з цим самим та повністю зарядженими дробовиками, якщо 200, то з цим самим тільки з автоматом Томпсона, Ракетницею та Кулеметом з повним боєзапасом.
- ModelHolder — технічний об'єкт, у грі відображається, оскільки показує моделі гри. Моделями гри є статуї, дерева, колони (деякі, якщо вони не є WorldBase) та деякі інші елементи. Коли ModelHolder переноситься на карту, він являє собою систему координат, як і BackgoroundViewer. У параметрі «Model» у його властивостях, гравцеві дається можливість вибрати модель зі списку у каталозі гри, проте дуже часто ці моделі не додаються у каталог гри, тому їх необхідно копіювати з інших рівнів. Моделі бувають знищувані або незнищувані (тобто їх може знищити спеціальний елемент або гравець чи монстри); за «знищення» частково відповідає параметр Destruction.
- Destruction — технічний елемент, у грі не відображається, відповідає за можливість розбити/знищити модель (див. вище), намальований у вигляді пилки. Кожен з цих елементів має мати конкретну назву і відповідає тому типові деструкції, який потрібен. Знищувані моделі (якщо знищувані), такі як пальми, статуї, які можна «рознести» пов'язані з елементом Destruction. У нього є параметр, на що саме розлетиться модель при знищенні — надвоє, вдрузки, на великі шматки, тощо.
- WorldSettingsController — технічний об'єкт у вигляді маленької коробки з намальованим Background, для гри особливо не потрібен, його функція — контролювати, аби не сталися технічні помилки під час скриптових сцен, під час появі Сема на рівні; також потрібен для налаштування грози (об'єкт StormController).
- Bouncer — ігровий елемент, у грі відображається, він діє по принципу батута. У нього є два особливі параметри у властивостях: перший, це Direction, тобто напрямок, куди баунсер посилає гравця. При натиску на нього, з'являється сіра стрілка, яка показує напрямок, у меню властивостей з'являється вікно, у якому можна зазначити напрямок, позначивши градусну міру кожної з осей; цілком прямий напрямок буде позначатися як 180°-90°-180°. Інший важливий параметр, є Speed — швидкість, початкове значення 1; вимірюється у метрах на секунду. При значенні швидкості 10, Сем ледь підстрибуватиме, при 50, Сем зможе застрибнути на висоту 2—3 поверху; чим більша швидкість, тим сильніше баунсер може відкинуте Сема убік, наприклад швидкість, що відкидає Сема у храмі Оазису у кімнату наверху з кулеметом дорівнює 190. Якщо ж поставити таку швидкість на політ прямо угору, Сем полетить аж до «даху рівня».
- TouchField — технічний елемент у вигляді поля зеленого кольору, який грає роль активатора, якщо Сем ступить на нього, активується лише для гравців, у грі невидимий. У нього два параметра Target 2: перший «Enter Target» — що станеться, якщо Сем зайде на нього (нападуть монстри, скопіюються патрони, Сем скаже фразу, Сем помре від Damager тощо), багатофункціональні мети активуються тріґґером. Є і друга мета: Exit Target: що станеться, коли Сем вийде з поля. TouchField застосовуються у більшості скриптових сцен (де гравець не може їм керувати), у Damager, для виклику монстрів та і багато чому іншому.
- DoorController — дослівно «Контролюючий двері» — технічний елемент, що контролює наближення гравця до дверей та їхнє відкриття; цей елемент напівпрозорий, як і TouchField. По дій — це теж ToughField; він активує стулки дверей за допомогою MovingBrushMarker (див. нижче), якщо стулки дверей позначені цими маркерами.
- SoundHolder — технічний елемент у вигляді жовтого «дзвінка» (у грі не відображається), він відповідає за звукові ефекти гри. Є два типи SoundHolder — перші, які «грають» постійно та роблять фонові звуки, наприклад постійний шум від водоспаду робиться SoundHolder Sound Waterfall.wav (для цього треба позначити їм «Autostart»), інші, які включаються активаторами (тріґґерами), і носять характер недовготривалих, по декілька секунд, або можуть включатися/виключатися параметром Switch — з ними є кілька проблем, вони не завжди активуються.
- MusicHolder — технічний елемент у вигляді гітари, у грі не відображається. Це вельми важливий об'єкт для рівнів, оскільки він відповідає за музику у рівні. Музика, яка застосовується на рівнях, підтримує формат wav, ogg (лише моно), mp3. Уся музика з рівнів міститься у каталозі гри у папці під назвою Music, якщо там потрібної музики немає, об'єкт MusicHolder можна скопіювати з інших рівнів. Також налаштовується гучність музики, так само як і у SoundHolder.
- MusicChanger — технічний елемент у вигляді двох гітар (як і MusicHolder), тільки з'єднаних між собою перехідною стрілкою. Об'єкт не відображається у грі, він служить для зміни музики на рівні, наприклад, постійна музика при нападі на Сема великої кількості ворогів або бою Сема з босом.
- Marker — (відмітка) — технічний об'єкт у вигляді системи координат (як BackgroundViewer), у грі майже не застосовується крім випадків позначки рухомих об'єктів у скриптових сценках, наприклад, коли летить корабель сиріан, і маркер потрібен для зупинки/початку його руху.
- Trigger (тріґґер) — головний багатофункціональний активатор гри у вигляді дерев'яного детонатора (див. фотографії), у грі не відображається. Тріґґер активує і такі елементи гри, як секрети, до того ж, при активації об'єкту у параметрі «Message» можна вписати свій текст, наприклад «Знайдено секретну зброю», який буде відображатися у грі, текст можна вписувати при активації будь-якого об'єкту, навіть коли Сем бере рушницю або помирає, впавши у прірву (за допомогою TouchField+об'єкт Damager).
- Copier (дослівно і по намалюванню — ксерокс) — технічний елемент у вигляді старого ксерокса білого кольору, у грі не відображається. Може копіювати амуніцію та зброю; ксерокси «копіюють» лише амуніцію, інші елементи, як вороги, не будуть копіюватися. Ксерокси можна активувати і тріґґером.
- Damager — технічний об'єкт у вигляді того ж старого ксероксу, однак має цілковито інші функції, а саме при активації певного елементу вбивати або калічити, рухоме чи живе. Хоча насамперед це зроблене «для Сема», це можна використовувати і для ворогів, просто позначивши у слоті «Entity to Damage» потрібну ціль. Досить потрібний для гри об'єкт, наприклад, за допомогою нього, Сем не просто падає на шипи чи летить у прірву, а помирає при цьому. У Damager'a є типи, які смерті для Сема можна вибрати при попаданні у TouchField з Dmager'ом: головні з них — Abyss — для прірв (як на Місячних гір), Сем падає у прірву; Acid — Сем, підстрибує та падає; Explosion — Сема розриває на м'ясо. Хоча, за допомогою Damager можна знищувати не тільки гравця, але й монстрів.
- AnimationChanger і AnimationHub — технічний об'єкт у вигляді червоної «режисерської дошки» з дублями. Він потрібен, аби дещо змінювати нерухомі об'єкти та надавати їм рухливості, наприклад, на останньому рівні, де статуї Амона відпускають руки, пропускаючи Сема; у цьому випадку статуї мають напівпрозору текстуру, яка показує, до чого зміниться об'єкт. Також вони потрібні для створення «іншого неба», наприклад зміни потужності освітлення сонця або створення грози.
- HealthItem — аптечки для Сема у грі. У грі, максимальне значення здоров'я Сема це 100 HP (на рівнях Звичайний, Досвідчений і Крутий) і 200 HP (на рівнях Турист та Новачок); максимальне значення може бути перевищене деякими об'єктами HealthItem на 100: тобто до 200 і 300 HP відповідно. У грі зустрічаються такі типи аптечок:

- pill — у вигляді таблетки, додає лише 1 HP до загального здоров'я, за допомогою цього об'єкту можна перевищити максимум здоров'я (100 або 200) ще на 100 HP. Цікавий факт, що часто за допомогою неї, активуються додаткові об'єкти та монстри.
- small — у вигляді хімічної колби з живильною рідиною, додає 10 HP до здоров'я, максимальне значення перевищити не можна.
- medium — у вигляді округлої колби з живильною рідиною, додає 25 HP до здоров'я, максимальне значення перевищити не можна.

- large[4] — у вигляді крупної квадратної аптечки, додає 50 HP до здоров'я Сема, максимальне значення перевищити неможливо.
- super[4] — у вигляді великого червоного серця, додає до здоров'я Сема 100 HP, тобто, є найпоужнісшою з усіх аптечок, дає можливість перевищити максиальне значення здоров'я до 100 HP.

Досить часто, ці об'єкти відіграють роль активаторів монстрів, особливо «таблетка» та серце; активувати це просто — потрібно поставити у Target таблетки активатор монстрів, копіювальний апарат або будь-що інше, або багатофункціональний тріґґер.
- WeaponItem — зразки зброї. Weaponitem можуть копіюватися за допомогою Copier; у Target може встановлюватися будь-який активатор. Тип зброї виставляється параметром Type, номенклатура у редакторі у зброї така:

- Knife — бойовий ніж
- Colt — револьвер «Кольт»
- Single Shotgun — одноствольний дробовик
- Double Shotgun — двоствольна рушниця
- Tommygun — автомат Томпсона
- Minigun — кулемет
- Rocket Launcher — ракетниця
- Grenade Launcher — гранатомет
- Laser — лазерна рушниця
- Cannon — гармата

- Ammoitem — є об'єктом амуніції, тому потрібна для поповнення боєзапасу. У параметрі Type встановлюються типи амуніції, яка перетягується. У номенклатурі Serious Editor, набої звуться так:

- Shells — дробові патрони, 10/20 штук у одній упаковці.
- Bullets — патрони для автомата Томпсона та Мінігана, по 50/100 в одній упаковці
- Rockets — набої для ракетомета, по 5/10 в одній зв'язці ракет.
- Grenades — гранати для гранатомета MK III, по 5/10 в одній упаковці.
- Electricity (дослівно — електрика), по 50/100 зарядів для лазерної рушниці в упаковці.
- IronBalls — (дослівно — залізні кулі) — ядра для метання з гармати, по 4/8 ядер в одній зв'язці.

Для бойового ножа набої не потрібні, а в револьвера нескінченний запас патронів, тому для них набоїв немає.
- AmmoPack — набір різних боєприпасів, малюється і відображається у грі у вигляді зеленого або червоного рюкзака, він потрібен для надання гравцеві одразу великої кількості різної амуніції. Ammopack може копіюватися за допомогою технічного елементу Copier, стандартно він називається при переносі AmmoPack. AmmoPack буває двох типів: перший з них, зветься Custom Pack, рюкзак зеленого кольору, з великим наповненням; червоний рюкзак з логотипом бомби, з дуже великим наповненням — Serious Pack.
- KeyItem — ігровий елемент, що позначає «ключі» від дверей, при переносі називається Key або KeyItem. Ключі являють собою різноманітні статуетки, переважно золоті, які вимагаються при закритих дверях при подальшому проходженні. У них є параметр «Type», де зазначається тип ключа, наприклад, скарабей, знак Сонця, статуетка Золотого Амона, тощо. Є і параметр Target, який активує елементи, після того, як гравець візьме ключа.
- Camera — технічний об'єкт, за допомогою якого будується «зйомка» скриптових сценок або просто знімання (у грі це показується на весь екран). Camera малюється у вигляді дерев'яного кінематографа, у грі не відображається. Камеру можна активувати будь-чим, навіть тим, що Сем візьме патрони до дробовика. Її об'єктив (тобто передня частина зі «спалахом») показує, як напрямлена камера та кут зйомки. У камери є параметр On-Break, тобто, знімання можна вести не лише з однієї камери а з декількох, якщо вони з'єднані цим On-Break'ом; у параметрі On-Break потрібно вказувати наступну камеру, тобто при зйомці, за допомогою лівої кнопки миші можна включити іншу камеру з іншим ракурсом, при цьому остання On-Break-камера має показувати On-Break на найпершу. Інший параметр Camera — Time, тобто час зйомки, стандартно це 5 секунд, однак можна продовжити його. Камера також може пов'язуватися з будь-якими об'єктами, навіть з монстрами, якщо їх пов'язати за допомогою параметру Parent, тобто при активації камери, камера буде літати за монстром усюди, куди він буде бігти. Також камеру можна зв'язати і з рухомими об'єктами Movieng Brush, камера буде слідувати за об'єктом.
- CameraMarker — технічний об'єкт у вигляді фотоапарата, що потрібен для рухомої камери, у грі він не відображається, як і камера. При перенесенні, він називається Marker, тому його слід перейменувати на власну назву. Щоби камера рухалася, необхідно у Target кожної з камер виставляти ім'я наступного «фотоапарата».

## Відзнаки
Попри посередню якість, зокрема графіку гри, гра Serious Sam: The First Encounter отримала декілька нагород, навіть отримала звання Гри року:
- була відзначена на Game Rankings 83 відсотками голосів (1 жовтня 2007).[6]
- була відзначена званням «Гра року» у 2001 році.[7]
- відзначено званням Editor's Choice[8]
- Відзначено званням Outstanding Achievement in Technology у 2001 році.[9]
- Сюрприз року (2001)[10]